# Osada Leśna (województwo podkarpackie)
Osada Leśna – osada w Polsce położona w województwie podkarpackim, w powiecie niżańskim, w gminie Harasiuki.
W latach 1975–1998 miejscowość położona była w województwie tarnobrzeskim.
Wierni Kościoła rzymskokatolickiego należą do parafii Podwyższenia Krzyża Świętego w Hucie Krzeszowskiej.